# Venugopalan Ittekot
Venugopalan Ittekot (een heteroniem van Ruurd Groot, 1939-2024) was de vaste vertaler van de Discworld-boeken (Nederlands Schijfwereld) van de Britse schrijver Terry Pratchett voor het Nederlandse taalgebied.
De heteroniem werd door Groot voor het eerst gebezigd in 1990 bij het vertalen van het werk van Jack Vance. Vanaf 1991 begon hij met het vertalen van de Schijfwereld-boeken van Pratchett. In 2005 nam Mieke Groot, de vrouw van Ruurd Groot en zelf ook vertaler, in verband met gezondheidsproblemen van Ruurd Groot het vertalen over. Dit nog steeds onder de naam Venugopalan Ittekot. De boeken werden vanaf 2000 ook volledig door hen gezet, beginnende met Lemen Voeten.
De vertaling van Ittekot wordt door veel Nederlandse fans als van hoge kwaliteit gezien, wat zelfs bekend was bij Pratchett zelf. De discussie tussen fans over de juiste vertaling van woordspelingen en -grappen blijft echter gaande.
- Library of Congress Control Number: no2017025020
- Nederlandse Thesaurus van Auteursnamen: 084413123
- Virtual International Authority File: 281942803